# Barbarea krausei
Barbarea krausei là một loài thực vật có hoa trong họ Cải. Loài này được P.Fourn. mô tả khoa học đầu tiên năm 1936.